# École supérieure de management, d'informatique et de télécommunication
 (juin 2022).
SUP MTI - École Supérieure de Management, Télécommunications et d'Informatique à Rabat au Maroc est un établissement d’enseignement supérieur privé reconnu par l'État, créé en 2006 par un groupe d’enseignants de l'École nationale supérieure d'informatique et d'analyse des systèmes (ENSIAS), pour satisfaire les besoins du secteur professionnel en cadres de haut niveau dans les domaines du génie logiciel, des réseaux ainsi que celui du management.

## Formation
La formation au sein de l'école se déroule selon un programme basé essentiellement sur celui de l'ENSIAS. 
L'école se subdivisionne en 3 sous-écoles : 
- L'école d'Ingénierie Informatique, Réseaux et Télécoms.
- L'école de Management et Finance.
- L'école d'Ingénierie Industrielle et Logistique.

Aujourd’hui elle offre une formation en 5 ans après le BAC, dans ses filières et options associées.